# Nikolaï Ivanovitch Joukovski
Pour les articles homonymes, voir Joukovski.
Nikolaï Ivanovitch Joukovski (en russe : Никола́й Ива́нович Жуко́вский), né le 21 octobre 1833 à Oufa, mort le 11 mai 1895 à Genève, est un révolutionnaire russe, issu de la noblesse du gouvernement d'Orenbourg.

## Biographie
Nikolaï Joukovski est le fils d'Ivan Vassilievitch Joukovski et de Maria Andreïevna Schilinina. Il vécut dès 1864 principalement à Genève où il avait des contacts avec Alexandre Ivanovitch Herzen, Nikolaï Platonovitch Ogarev et la jeune émigration russe.
Membre de la Ligue de la Paix et de la liberté (1867-1868), camarade de combat de Mikhaïl Bakounine, il participa à la création de son Alliance internationale de la démocratie socialiste (1868) et collabora à sa revue La cause du peuple (Narodnoye delo).
Il publia, en 1871, La Solidarité, organe de la Fédération romande de l'Association Internationale des Travailleurs (AIT). Il quitta l'Internationale en 1872, figura parmi les fondateurs de l'imprimerie anarchiste Rabotnik (Le Travailleur) en 1874 et fut rédacteur du journal du même nom de 1875 à 1876, ainsi que de Obchtchina (La Commune) en 1878.

## Notices
- Monika Bankowski-Züllig, « Joukovsky, Nicolas » dans le Dictionnaire historique de la Suisse en ligne, version du 8 décembre 2008..
- Chantier biographique des anarchistes en Suisse : notice biographique.